# Turija (Wojwodina)
Turija (cyr. Турија) – wieś w Serbii, w Wojwodinie, w okręgu południowobackim, w gminie Srbobran. W 2011 roku liczyła 2300 mieszkańców.